# Tragabuches
José Ulloa Navarro dit « Tragabuches », né à Arcos de la Frontera (Espagne, province de Cadix), en 1776, 1780 ou 1781 (selon les sources), est un matador, chanteur et bandit espagnol. Les historiens ne donnent pas les mêmes années pour sa mort et sa naissance.
Selon la tradition andalouse, il serait d'origine gitane. Bien que sa vie se fonde dans de nombreuses légendes, il incarne l'une des grandes figures de la ville de Ronda, qui lui consacre aujourd'hui un musée, ainsi qu'à d'autres bandoleros (bandits) de la sierra rondaña.

## Biographie
Très tôt, Tragabuches fréquente les abattoirs de Ronda, où règne Pedro Romero qui va ouvrir ensuite avec son beau-frère José Candido Esposito une école taurine à la demande du roi Philippe II d'Espagne. C'est là qu'il s'initie à la tauromachie grâce à son parrain Bartolomé Romero, parent du renommé torero Pedro Romero de Ronda. Il affronte d'abord les fauves dans des placitas (petites arènes) de village. Mais malgré ses dons très vite remarqués par Pedro, le garçon se heurte au caractère revêche de son maître, et il le quitte sur un coup de tête pour s'engager  dans la cuadrilla de José et Gaspar Romero.
Il accompagne Gaspar et José Romero de 1800 à 1802 pour toréer à Salamanque. Il prend l'alternative à Ronda (province de Malaga) le 18 octobre de cette année-là, avec Gaspar Romero pour parrain.
Il semble ne jamais s’être présenté à Madrid. Par ailleurs, Tragabuches serait impliqué dans le trafic de produits de contrebande depuis l'enclave voisine de Gibraltar.
Sa disparition se fond dans des légendes gitanes et andalouses. À l'occasion du retour de Ferdinand VII, il est invité à toréer à Malaga par un membre de la famille Romero. Sur le chemin, il est victime d'une chute de cheval et regagne Ronda. À son retour, il découvre les infidélités de son épouse avec un sacristain. Il les tue tous deux avant de s'enfuir dans les montagnes pour y rejoindre la pègre. En 1817, la bande de trafiquants à laquelle il appartiendrait est arrêtée et tous ses membres sont exécutés. Seul Tragabuches demeure introuvable.
Figure emblématique de Ronda, sorte de Robin des Bois andalou, il inspire une profonde fascination tant par sa vie obscure de bandit-torero-chanteur que par sa disparition mystérieuse. De nombreux restaurants et hôtels portent son nom.